# Judenbach
Judenbach é uma localidade e antigo município da Alemanha localizado no distrito de Sonneberg, estado da Turíngia. Desde 1 de janeiro de 2019, forma parte do município de Föritztal, no distrito de Sonneberg.